# Pipistrellus endoi
Pipistrellus endoi là một loài động vật có vú trong họ Dơi muỗi, bộ Dơi. Loài này được Imaizumi mô tả năm 1959.